# Rue Milne-Edwards
La rue Milne-Edwards est une voie du 17e arrondissement de Paris, en France.

## Situation et accès
La rue Milne-Edwards est une voie publique située dans le 17e arrondissement de Paris. Elle débute au 164, boulevard Pereire et se termine au 4, rue Jean-Baptiste-Dumas.

## Origine du nom

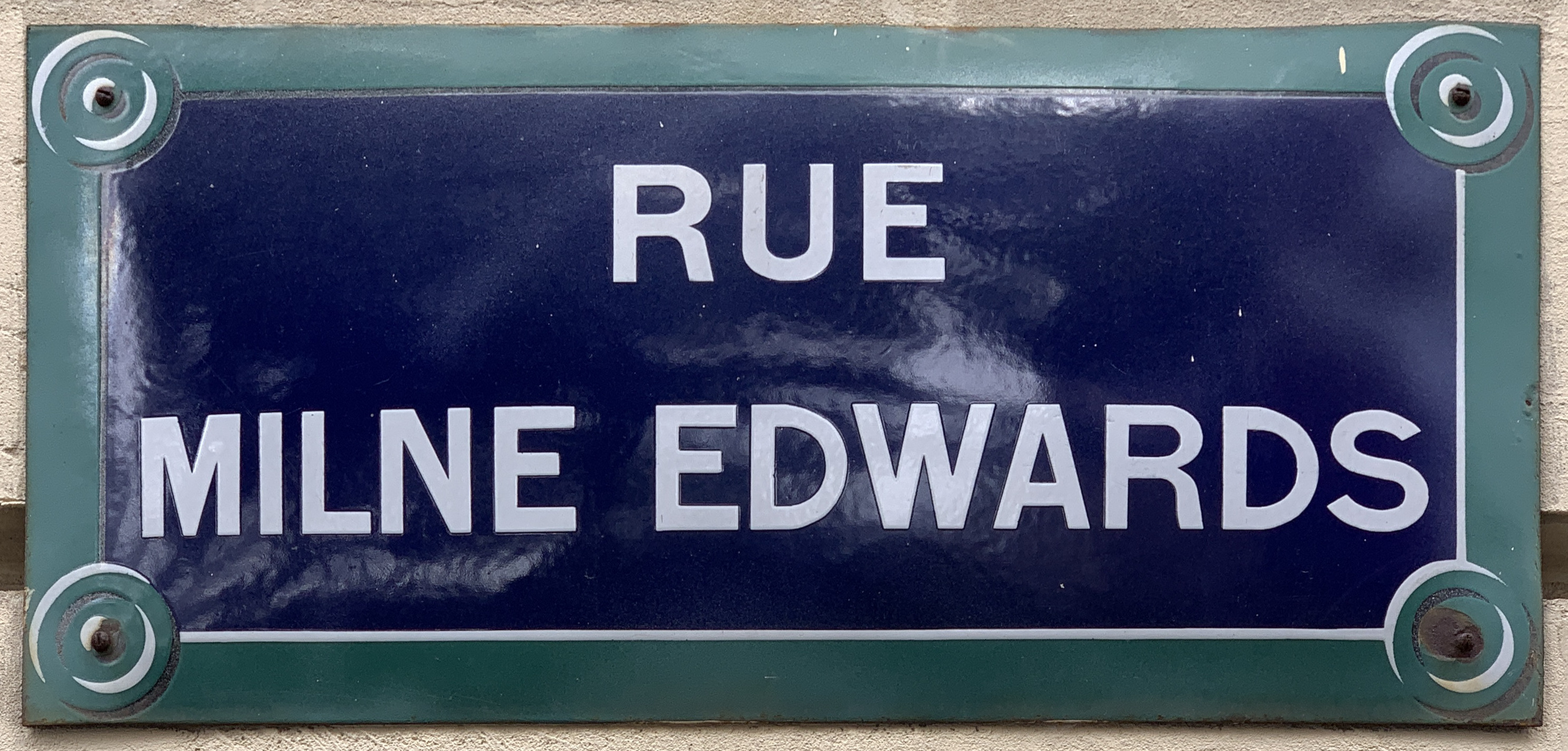
Plaque de la rue.

Elle porte le nom du naturaliste Henri Edwards (1800-1885), toujours connu sous le nom de Henri Milne Edwards.

## Historique
Cette voie est ouverte en 1892 par les héritiers Rattier.
Classée dans la voirie parisienne par décret du 23 avril 1894, cette rue prend sa dénomination actuelle par arrêté du 28 décembre 1894.